# Gustavo Carvalhaes
Gustavo Albrecht Carvalhaes, ou simplesmente Guto (Rio de Janeiro, 20 de agosto de 1993), é um voleibolista brasileiro que atua  no vôlei de praia e a serviço da Seleção Brasileira de Vôlei de Praia, conquistou a medalha de ouro no Campeonato Mundial de Voleibol de Praia Sub-21 realizado na Croácia em 2013 e medalhista de bronze na edição do Campeonato Mundial de Voleibol de Praia Sub-23 de 2014 na Polônia. Em dupla com Arthur Mariano, foi campeão do Circuito Brasileiro de Voleibol de Praia Masculino de 2020–21 sobre a dupla Adrielson e Renato Andrew no dia 28 de fevereiro de 2021.

## Carreira
Guto é filho do ex-jogador de vôlei de praia Marcelo Carvalhaes. Iniciou sua trajetória no voleibol ainda criança na escolinha do próprio pai, jogou por muitos anos com seu irmão Marcus Carvalhaes, e também a edição do Campeonato Mundial de Vôlei de Praia Sub-21 de 2012 no Canadá e nesta ocasião encerraram a edição na quinta colocação.
Vice campeão do Circuito Banco do Brasil de vôlei de praia - temporada 2015-16, entrou para o seleto grupo de campeões mundiais de base ao sagrar-se campeão mundial sub 21 em Umago na Croácia. Eleito por duas vezes atleta revelação do Circuito Banco do Brasil (2012/2013 e 2013/2014) o jovem atleta vem se destacando no cenário brasileiro e mundial. Foi campeão  pelo Circuito Mundial na etapa de Cincinnati nos Estados Unidos, vice campeão em Klagenfurt na Áustria.Também foi medalhista de bronze no Campeonato Mundial Sub-23 em Myslowice, Polônia, quando jogou com Allison Francioni.

## Títulos e resultados
- Aberto de Cincinnati do Circuito Mundial de Vôlei de Praia:2016[8]
- Aberto de Olsztyn do Circuito Mundial de Vôlei de Praia:2016[8]
- Aberto de Maceió do Circuito Mundial de Vôlei de Praia:2016[8]
- Aberto do Rio de Janeiro do Circuito Mundial de Vôlei de Praia:2016[8]
- Etapa da Argentina do Circuito Sul-Americano de Vôlei de Praia:2015-16[7]
- Etapa de Cochabamba do Circuito Sul-Americano de Vôlei de Praia:2014-15[7]
- Etapa de Lima do Circuito Sul-Americano de Vôlei de Praia:2014-15[7]
- Etapa do Brasil do Circuito Sul-Americano de Vôlei de Praia:2013-14[7]
- Etapa do Chile do Circuito Sul-Americano de Vôlei de Praia:2013-14[7]
- Etapa do peru do Circuito Sul-Americano de Vôlei de Praia:2013-14[7]
- Etapa de Asunción do Circuito Sul-Americano de Vôlei de Praia:2011-12[7]
- Etapa de Aracaju do Circuito Brasileiro de Vôlei de Praia:2016-17[7]
- Etapa de Vitória do Circuito Brasileiro de Vôlei de Praia:2016-17[7]
- Etapa de João Pessoa do Circuito Brasileiro de Vôlei de Praia:2016-17[7]
- Etapa de Brasília do Circuito Brasileiro de Vôlei de Praia:2015-16[7]
- Etapa de Goiânia do Circuito Brasileiro de Vôlei de Praia:2015-16[7]
- Etapa de Natal do Circuito Brasileiro de Vôlei de Praia:2015-16[7]
- Etapa de Fortaleza do Circuito Brasileiro de Vôlei de Praia:2015-16[7]
- Etapa de Salvador do Circuito Brasileiro de Vôlei de Praia:2014-15[7]
- Etapa de Fortaleza do Circuito Brasileiro de Vôlei de Praia:2014-15[7]
- Etapa de Niterói do Circuito Brasileiro de Vôlei de Praia:2014-15[7]
- Superpraia A:2016[7]
- Superpraia A:2014[7]
- Etapa de Belo Horizonte do Circuito Brasileiro de Vôlei de Praia:2012-13[7]
- I Etapa de Campinas do Circuito Brasileiro  Nacional de Vôlei de Praia:2013-14[7]
- II Etapa de Campinas do Circuito Brasileiro  Nacional de Vôlei de Praia:2013-14[7]
- Etapa de Cabo Frio do Circuito Brasileiro  Challenger de Vôlei de Praia:2015[7]
- Etapa de Campo Grande do Circuito Brasileiro  Challenger de Vôlei de Praia:2014[7]
- Etapa da Alagoas do Circuito Estadual de Vôlei de Praia:2012[7]
- Etapa da Bahia do Circuito Estadual de Vôlei de Praia:2011[7]
- Etapa do Rio de Janeiro do Circuito Estadual de Vôlei de Praia:2011[7]
- Etapa da Minas Gerais do Circuito Estadual de Vôlei de Praia:2011[7]
- Etapa da Pernambuco do Circuito Estadual de Vôlei de Praia:2011[7]
- Etapa da Sergipe do Circuito Estadual de Vôlei de Praia:2011[7]
- Etapa da Paraíba do Circuito Estadual de Vôlei de Praia:2011[7]
- Circuito Brasileiro de Voleibol de Praia Sub-21:2012[7]
- Etapa de São José do Circuito Brasileiro Sub-21:2012[7]
- Etapa de Fortaleza do Circuito Brasileiro Sub-21:2012[7]
- Etapa de Curitiba do Circuito Brasileiro Sub-21:2012[7]
- Etapa de João Pessoa do Circuito Brasileiro Sub-21:2012[7]
- Etapa de Brasília do Circuito Brasileiro Sub-21:2012[7]
- Etapa do Rio de Janeiro do Circuito Brasileiro Sub-21:2012[7]
- Circuito Brasileiro de Voleibol de Praia Sub-21:2011[7]
- Etapa de Vitória do Circuito Brasileiro Sub-21:2011[7]
- Etapa de Balneário Camboriú do Circuito Brasileiro Sub-21:2011[7]
- Etapa de Salvador do Circuito Brasileiro Sub-21:2011[7]
- Etapa de Aracaju do Circuito Brasileiro Sub-21:2011[7]
- Etapa de Maceió do Circuito Brasileiro Sub-21:2011[7]
- Etapa de Recife do Circuito Brasileiro Sub-21:2011[7]

## Premiações individuais
- Revelação do Circuito Brasileiro Banco do Brasil de 2013-14[7]
- MVP do Campeonato Mundial de Vôlei de Praia Sub-21 de 2013
- Revelação do Circuito Brasileiro Banco do Brasil de 2012-13[7]